# Мадай, Наталия
Наталия Мадай (пол. Natalia Madaj, родилась 25 января 1988 года, Пила, Польша) — польская спортсменка, специализирующаяся в академической гребле. Олимпийская чемпионка 2016 года в гребле на двойках парных. Многократный призёр чемпионатов мира и Европы.
С 2008 до 2009 года выступала в паре с Магдаленой Фуларчик, с которой выиграла свою первую взрослую медаль на чемпионате Европы. С 2009 по 2012 года выступала в паре с Агатой Граматыкой.
Также выигрывала медали чемпионатов мира и Европы в четвёрке с Магдаленой Фуларчик, а также Сильвией Левандовской и Иоанной Лещинской.
На летних Олимпийских играх 2016 года вместе с Магдаленой Фуларчик выиграла соревнования двоек парных.